# Цихенау (административный округ)
Административный округ Цихенау (нем. Regierungsbezirk Zichenau) — административно-территориальная единица второго уровня в Пруссии, созданная в 1939 году на части оккупированной Третьем рейхом польской территории и включённая в состав провинции Восточная Пруссия. Административный центр округа располагался в городе Цихенау (польское название — Цеханув). Сегодня территория округа расположена в Польше.

## Положение
Административный округ Цихенау на севере граничил с также принадлежащим провинции Восточная Пруссия округом Алленштайн, на западе — с округом Данциг рейхсгау Данциг-Западная Пруссия и округом Хоэнзальца рейхсгау Вартеланд, на юге и юго-востоке — с Генерал-губернаторством и Белостокской областью БССР (с 1941 года — округ Белосток).

## История

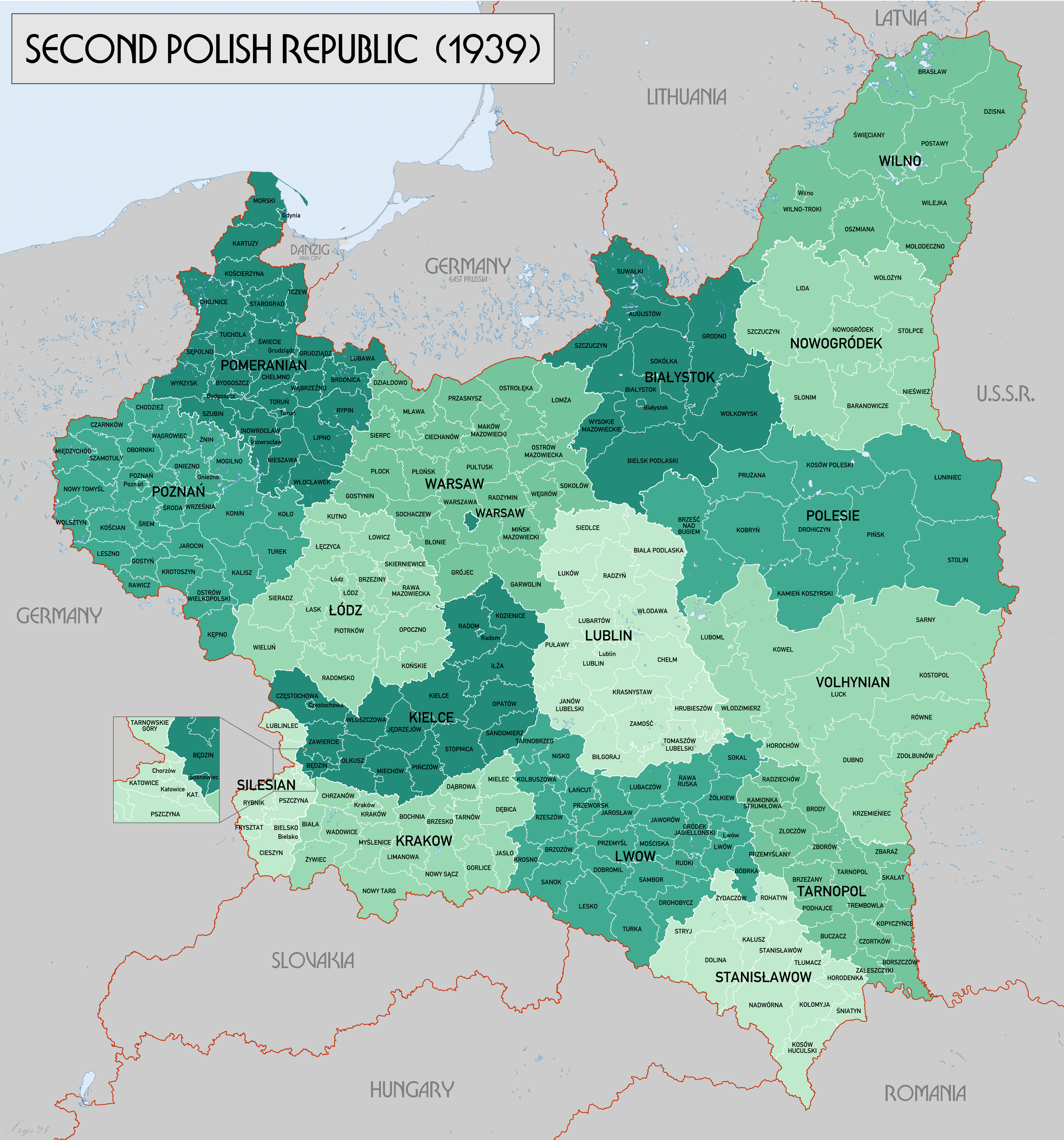
Административное деление Польской республики в 1939

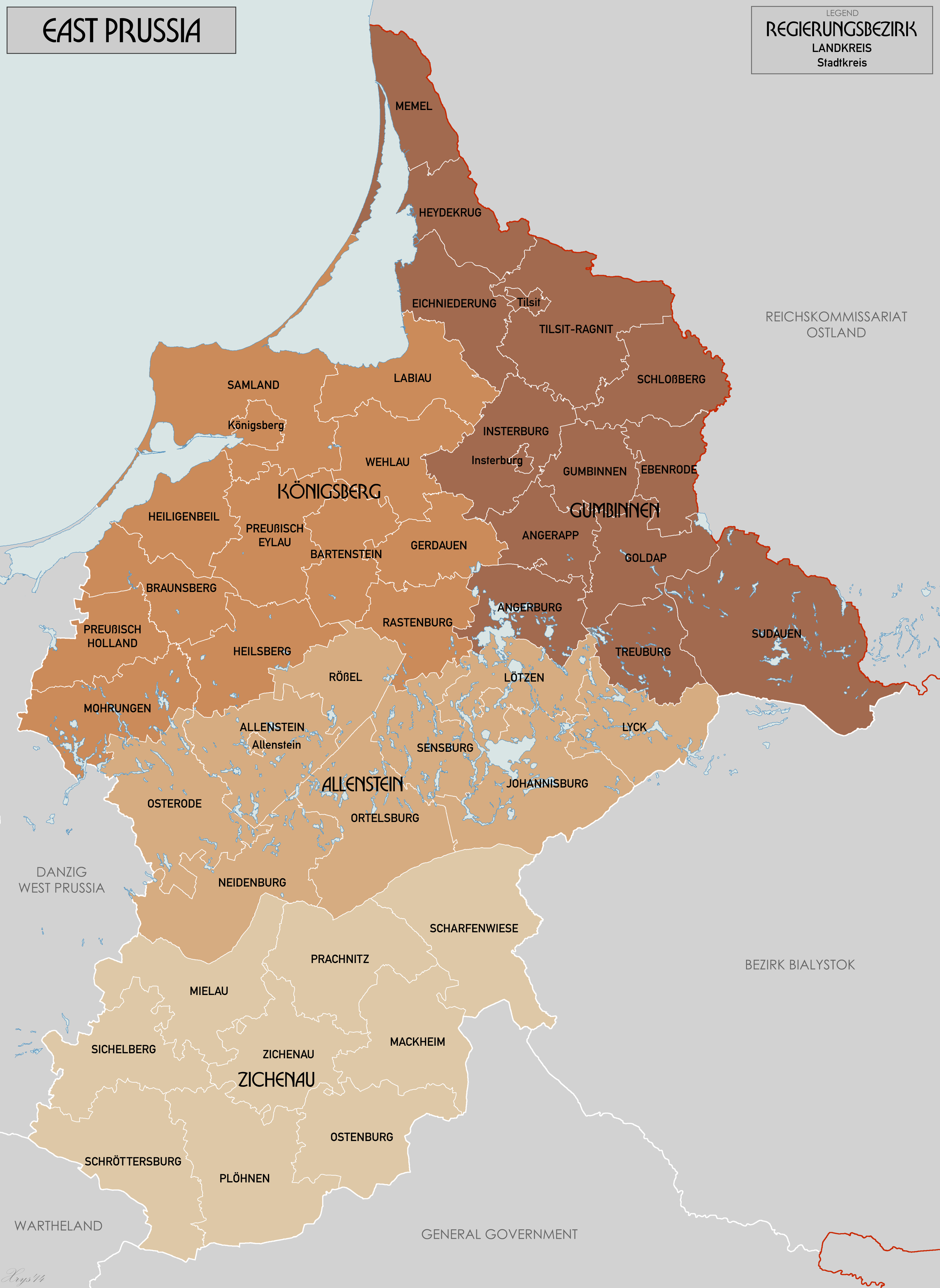
Округа провинции Восточная Пруссия в 1945

Округ был создан в 1939 году и имел территорию 13186,4 кв. км. На территории округа проживало около 895 тысяч жителей, среди которых 800 тысяч составляли поляки, около 80 тысяч — евреи и около 15 тысяч — немцы.
В октябре 1939 года в состав прусской провинции Восточная Пруссия были включены несколько польских повятов, которые были переименованы в районы (нем. Landkreis).
- часть Варшавского воеводства
  - Цеханувский повят — район Цеханув (с октября 1939: Цихинау)
  - Макувский повят — район Маков
  - Млавский повят — район Млава
  - Плоцкий повят — район Плоцк
  - Плоньский повят — район Плонск
  - Пшаснышский повят — район Пшасныш (с декабря 1939: Прашниц)
  - Пултуский повят — район Пултуск
  - Серпецкий повят — район Серпец (с декабря 1939: Ширпс)
  - Остроленкский повят — район Остроленка
  - Острувский повят — район Остров-Мазовецки
  - Дзялдовский повят — район Дзядлово (с октября 1939: Зольдау)
- часть Белостокского воеводства
  - Августовский повят — район Аугустово
  - Сувалкский повят — район Сувалки

Район Аугустово и Сувалки не были территориально связаны с округом Цихенау, поэтому уже в ноябре 1939 года были объединены в новый район Зувалкен, который был передан в соседний округ Гумбиннен. Район Зольдау в ноябре 1939 года был передан в округ Алленштайн провинции Восточная Пруссия (эта территория до 1920 года уже входила в его состав), где однако уже в апреле 1940 года вошёл в состав района Найденбург. Также район Остров-Мазовецки был передан в Генерал-губернаторство, а часть Сохачевского повята из Генерал-губернаторства была передана в районы Плоцк и Плонск.
В мае 1941 года были переименованы и все остальные районы, получив немецкие названия.
В августе 1941 года район Шрёттерсбург (Плоцк) получил значительное расширение на востоке за счёт аннексированной части Ломжинского района Белостокской области.

## Административное деление
В 1945 году округ Цихенау состоял из следующих районов:
- район Зихельберг (1939-41: Ширпс), адм. центр — Зихельберг (Серпц)
- район Макайм (1939-41: Маков), адм. центр — Макайм (Макув-Мазовецки)
- район Милау (1939-41: Млава), адм. центр — Милау (Млава)
- район Остенбург (1939-41: Пултуск), адм. центр — Остенбург (Пултуск)
- район Плёнен (1939-41: Плонск), адм.центр — Плёнен (Плоньск)
- район Прашниц, адм. центр — Прашниц (Пшасныш)
- район Цихенау, адм. центр — Цихенау (Цеханув)
- район Шарфенвизе (1939-41: Остроленка), адм. центр — Шарфенвизе (Остроленка)
- район Шрёттерсбург (1939-41: Плоцк), адм. центр — Шрёттерсбург (Плоцк)